# Przenośnik wałkowy

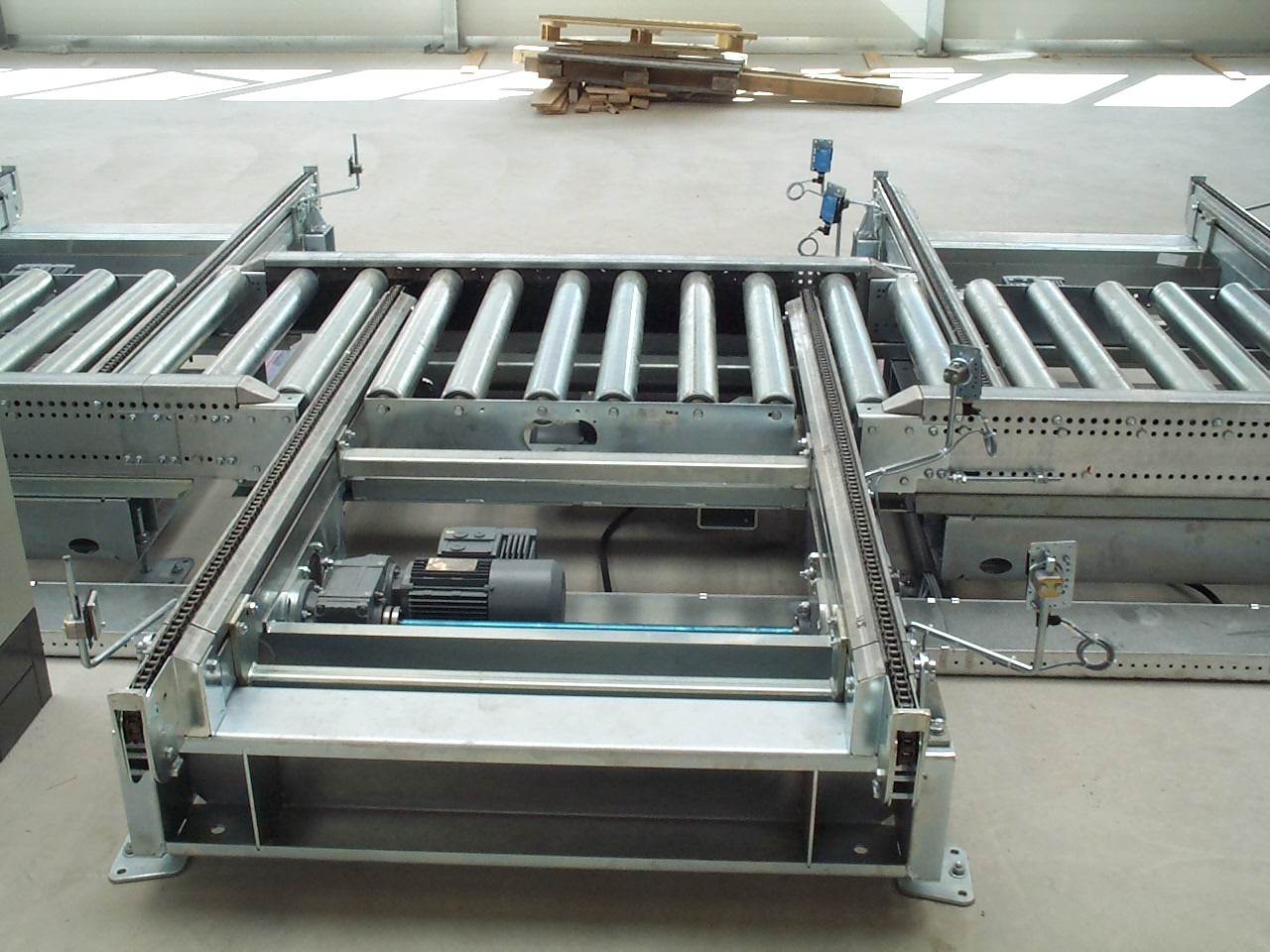
Przenośnik wałkowy wykorzystywany w transporcie wewnątrzmagazynowym

Przenośnik wałkowy (zwany też przenośnikiem rolkowym) jest urządzeniem do przemieszczania ładunków stałych o zwartej budowie, w którym ruch ładunku odbywa się po obracających się wałkach ustawionych równolegle. Przenośniki wałkowe wykorzystywane są w procesach technologicznych oraz w transporcie wewnątrzmagazynowym. 
Materiałem transportowanym są najczęściej opakowania zbiorcze takie jak kartony, paczki, pojemniki, skrzynie, palety lub pojedyncze elementy np. deski, akumulatory, książki, itp..
Materiał transportowany powinien mieć w miarę płaskie dno (lub użebrowane prostopadle do wałków), żeby uniknąć zaklinowania pomiędzy wałkami.

## Budowa

Przenośnik wałkowy nienapędzany
Opis: 1. wałki, 2. burty boczne

Przenośnik wałkowy składa się z dwóch równoległych burt w których zamocowane są wałki (prostopadle do burt). Burty połączone są ze sobą za pomocą wałków i/lub dodatkowych poprzeczek. Burty z rolkami zwykle umieszczone są na podporach.

## Podstawowe parametry
Podstawowe dane techniczne charakteryzujące przenośniki wałkowe:
- długość - odległość między końcami przenośnika,
- szerokość - odległość pomiędzy burtami bocznymi,
- średnica zewnętrzna wałków,
- podziałka wałków - odległość między osiami sąsiednich wałków,

## Podział
Przenośniki wałkowe dzielimy na:
- Przenośniki wałkowe napędzane.
- Przenośniki wałkowe nienapędzane (grawitacyjne).
- Przenośniki wałkowe kumulacyjne.

### Przenośniki wałkowe napędzane
Przenośniki wałkowe napędzane służą do przemieszczania produktów w sposób wymuszony przez obracające się wałki.
Sposób napędzania wałków może być realizowany w następujący sposób:
- za pomocą pasków okrągłych (w takim przypadku wałki muszą być wyposażone w rowki pod paski),
- za pomocą łańcucha (w takim przypadku wałki muszą być wyposażone w koła zębate łańcuchowe),
- za pomocą paska zębatego (w takim przypadku wałki muszą być wyposażone w koła pod pasek zębaty),
- za pomocą taśmy biegnącej wzdłuż przenośnika dociskanej od spodu do wałków,

### Przenośniki wałkowe nienapędzane
Przenośniki wałkowe nienapędzane (zwane też grawitacyjnymi) służą do przemieszczania produktów za pomocą siły grawitacji lub przesuwania za pomocą wymuszenia z zewnątrz np. ręcznego. Często stosuje się je do magazynowania (buforowania) ładunków.

### Przenośniki wałkowe kumulacyjne
Przenośniki z rolkami ciernymi to urządzenia przeznaczone do płynnego transportu wewnętrznego tj. kompensowania, przyspieszania i opóźniania płyt i pakietów w płaszczyźnie poziomej. System ten umożliwia zachowanie płynności przepływu materiału oraz maksymalne wykorzystanie powierzchni transportowej w ciągu produkcyjnym.